# 훌리건

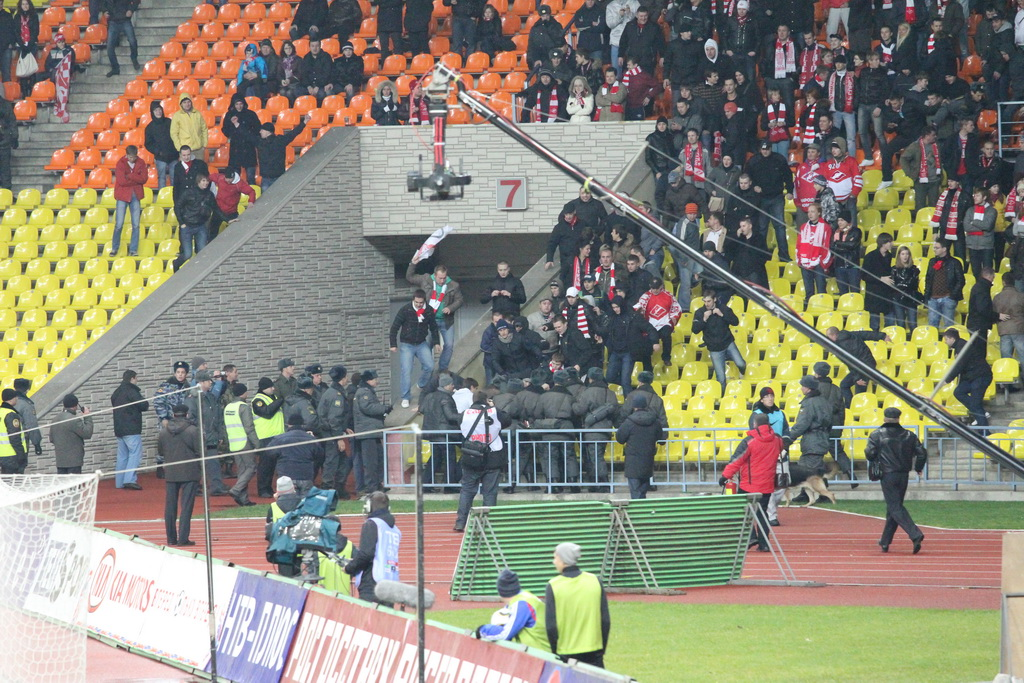
2010년 11월 FC 스파르타크 모스크바 경기 중의 훌리건

훌리건(영어: hooligan)은 스포츠 등에서 폭력을 휘두르는 관중, 팬 등을 말한다. 축구 경기가 벌어지고 있는 축구장을 찾아가 난동을 부리는 사람으로, 19세기말에 영국의 뮤직홀에서 난동을 일으킨 훌리건 집안에서 유래하였다. 경기를 통해 자신이 응원하는 팀이 지거나 만족스러운 경기를 보여 줄 때, 자신의 스트레스를 다 풀지 못했을 때 벌이는 훌리건들의 난동은 간혹 유혈참사로 이어지고 전쟁으로 번지기도 한다.

## 역사

### 어원
'훌리건'이라는 단어가 처음으로 쓰인 것은 19세기 말 영국으로 거슬러 올라간다. 정확한 어원에 대해서는 논란이 있는데 동유럽에서 유래한 말이라는 설, 유명한 불량배 패거리였던 '훌리 갱 (Hooly's Gang)'이 와전되었다는 설 등 다양하다. 그러나 19세기 말 런던의 밤거리를 휘어잡았던 아일랜드 출신의 부랑아 '패트릭 훌리건' (패트릭 훌리한)에서 유래됐다는 설이 가장 유력하다.
패트릭 훌리건의 성은 1899년 클라렌스 룩의 희가극 <훌리건 나이츠>에서 시끄러운 아일랜드 일가족의 성으로 사용되었고, 이 작품으로 인새 <옥스퍼드 영어 사전>에 '훌리건'이라는 말이 등재되었다. 당시에는 '거리의 부랑자 또는 난봉꾼'이라는 의미였다.

### 축구 극성팬
훌리건이 본격적으로 '축구팀의 극성 팬'이라는 의미를 갖게 된 것은 1960년대 초다. 갈곳 없게 된 실업자와 빈민층들이 축구장에 몰렸고, 경기가 끝날 때마다 당시 보수당 정권에 대한 여러 불만을 시위로 표출하기 시작했다. 이 시위는 구호에서 그치지 않았고, 흥분한 사람들은 난동을 부리며 폭력을 행사했다. 한두 사람이 벌이는 싸움은 집단 난투극으로까지 번지기도 했으며, 심지어는 거리 한 곳을 점령한 대규모 폭력사태로 번지게 되었다. 이때부터 훌리건이라는 말은 축구장의 난동꾼들을 가리키는 대명사가 되었다.
1960년대 이후 영국 각지에서 훌리건이 형성되기 시작했다. 1963년에는 리버풀에서 '더 콥'이라는 응원조직이 등장했다. 1970년대 들어서부터는 켄징턴 앤드 첼시의 극성팬인 '헤드헌터스', 웨스트햄 유나이티드 FC 팬들이 모여 만든 '인터 시티 펌' 등 훌리건 단체들이 잇달아 생기면서 집단 과격시위를 벌이게 되었다.
훌리건 무리 중에는 리버풀 FC와 밀월 FC의 훌리건들이 가장 극성을 부렸다. 1985년 5월 29일에는 벨기에 브뤼셀 헤이젤 경기장에서 열린 1985년 유러피언컵 결승전에서 리버풀 FC와 이탈리아 유벤투스 훌리건의 충돌로 39명이 사망하고 450여명이 부상을 당했다. 이를 헤이젤 참사로 부르며, 훌리건의 대표적인 난동 사건으로 꼽힌다.

## 같이 보기
- 군중심리학
- 축구 폭력
- 소년 비행